# Wolfgang Beck (Verleger)
Wolfgang Beck (* 29. September 1941 in München) ist ein deutscher Verleger. Er ist (persönlich haftender) Gesellschafter der Verlagsgruppe C. H. Beck und verantwortete im Unternehmen von 1972 bis 2015 das kulturwissenschaftliche Verlagsprogramm. In den 1980er Jahren hatte er zudem den Biederstein-Verlag geleitet.
Wolfgang Beck, ein Sohn des Verlegers Heinrich Beck, studierte an den Universitäten Göttingen und Santa Barbara zunächst das Fach Medizin, dann Germanistik, Philosophie und Soziologie. 1972 trat er in den C. H. Beck-Verlag als Mitgesellschafter ein und leitete dort den kulturwissenschaftlichen, historischen und literarischen Bereich. Im April 1973, nach dem Tod seines Vaters, wurde er Chef des Verlags.
Zum 1. Februar 2015 hat er die Programmverantwortung an seinen Sohn Jonathan übergeben.
Beck ist Inhaber der Medaille bene merenti der Bayerischen Akademie der Wissenschaften (1996) und des Bundesverdienstkreuzes (2002); 2005 erhielt er die Ehrendoktorwürde der Philosophischen Fakultät der Albert-Ludwigs-Universität Freiburg und 2012 die Medaille München leuchtet der Stadt München. Darüber hinaus ist er unter anderem Mitglied im Kuratorium des Instituts für Bayerische Geschichte der Ludwig-Maximilians-Universität München.
Wolfgang Beck ist verheiratet und lebt in München. Er hat vier Kinder aus zwei Ehen.